# メダル・オブ・オナー ヒーローズ2
『メダル・オブ・オナー ヒーローズ2』 (Medal of Honor: Heroes 2) は、エレクトロニック・アーツより2008年2月14日に発売されたWii用一人称視点シューティングゲーム（FPS）。アメリカでは2007年11月13日に発売された。

## 概要
主人公はOffice of Strategic Servicesに所属する中尉のジョン・バーグ。PSP版では全部で8つのストーリーがあり、 シェルブールの戦いを取り上げている。

## オンラインマルチプレイの削除
当作品はWii版・PSP版共に最大32人までのオンラインマルチプレイに対応しているが、日本語版ではEAJが両方のオンラインマルチプレイが削除された状態で発売された。また、公式サイトには発売数日前までオンライン機能がついているかのように書いてあった(オンラインができる外国版トレイラーを貼るなど)。オーストラリア版もオンラインマルチプレイが削除された状態で発売されている。ただ、オーストラリア版に関してEAはオーストラリアの消費者に対して希望者を対象に全額返還を実施すると発表した。しかし、日本語版に対しては特に何も触れていない。

## 今までのシリーズと大きく異なる点
- ダメージを受けると画面が赤くなり、ダメージを受けるたびに濃くなっていく。
- 回復アイテムが存在しない。かわりにしゃがむことによって体力を回復する。
- 副目標の内容及び場所が隠されているので、自分で探す必要があるが最初の説明時に副目標と思われる写真がでる。（配慮として、ステージをクリアすると副目標の内容を確認することが出来るので、それを参考に再度挑戦することができる）
- 拳銃を戦場に落ちている他種の武器と交換することが出来るため、バランスのいい装備にすることができる
- 「ジャンプ」ができない。
- 前作に存在した、「クイックプレー」「軍服」が削除された。
- 戦闘中は字幕が出ない。
- 今までのシリーズに比べて持てる弾数が少なくなった